# Paweł III (patriarcha Konstantynopola)
Paweł III, gr.  Παύλος Γ΄ – patriarcha Konstantynopola w latach 688–693.

## Życiorys
Urząd patriarchy sprawował od stycznia 688 do 20 sierpnia 693 r. W latach 691–692 przewodniczył soborowi in Trullo. Jest świętym Kościoła prawosławnego. Jego wspomnienie jest 2 września. 